# Sami Nefzi
Pour les articles homonymes, voir Nefzi.
Sami Nefzi (arabe : سامي النفزي), né le 10 février 1984, est un footballeur tunisien évoluant au poste de gardien de but.

## Carrière
- juillet 2005-juillet 2010 : Olympique de Béja (Tunisie)
- juillet 2010-juillet 2013 : Club africain (Tunisie)

## Palmarès
- Coupe de Tunisie :
  - Vainqueur : 2010
- Coupe nord-africaine des clubs champions :
  - Vainqueur : 2010